# Погубљена ренесанса
Погубљена ренесанса (или Црвена ренесанса, укр. Розстріляне відродження, Червоний ренесанс) је израз који се користи за описивање генерације песника, писаца и уметника на украјинском језику 1920-их и раних 1930-их који су живели у Украјинској Социјалистичкој Совјетској Републици и касније били прогањани, ускраћени за рад, затварани и, у већини случајева, стрељани током велике чистке (август 1937 – новембар 1938).
После Великог преокрета 1929. или Великог продора (Маов Велики скок напред), совјетски вођа, генерални секретар КПСС Јосиф Стаљин преокренуо је политику коренизације и украјинизације после бољшевичке револуције 1917. године. Просовјетски песници и писци у Украјини одбили су да се потчине Стаљиновој рестаурацији царске политике принудне русификације Украјине. Песници, писци и драматурзи који су писали на украјинском језику масовно су хапшени, а затим депортовани, затварани или стрељани. У многим случајевима су стрељани у Сандармоху, у северозападној Карелији, након што су тамо превезени из заробљеничког логора Соловки у Белом мору.
Погубљена ренесанса је био термин који је први пут предложио 1959. антикомунистички пољски емигрантски издавач Јежи Гједројц из утицајног часописа Култура. Писао је украјинском емигранту и књижевном критичару Јурију Лаврињенку о наслову планиране антологије најбоље украјинске књижевности те генерације.

## Позадина
Колапс Руске Империје током Првог светског рата, укидање царске цензуре, успостављање независне украјинске државе и културна попустљивост совјетског режима 1920-их заједно су довели до задивљујуће ренесансе књижевних и културних активности у Украјини. Десетине нових писаца и песника су се појавиле и формирале десетине књижевних група које су промениле лице украјинске књижевности. Ови процеси су били подржани политикомf нацивизације (у Украјини је то названо украјинизацијом), новом економском политиком државног капитализма (1921–1927) и тежњом да се елиминише неписменост.

## Као наслов
Термин Погубљена ренесанса први је предложио 1959. године Јежи Гједројц, уредник и издавач часописа Култура у Паризу, који је био посвећен објављивању радова антикомунистичких писаца из читаве пољске дијаспоре. У писму Јурију Лаврињенку од 13. августа 1958, Гједројц се позива на антологију новије украјинске књижевности коју је Лаврињенко припремио на Гједројчев захтев: 
 О имену. Да ли би било боље да му дамо генерички назив: Погубљена ренесанса. Антологија 1917–1933 итд. Име би тада звучало спектакуларно. С друге стране, скромни назив Антологија може само да олакша продор кроз Гвоздену завесу. Шта мислиш?
Нека буде тако, одговорио је Лаврињенко.
Књига Погубљена ренесанса, антологија, 1917–1933: Поезија, проза, драма и есеј, коју је издала Култура у Паризу (1959), остаје један од најважнијих историјских извора украјинске књижевности тог периода. Укључује најбоље примере украјинске поезије, прозе и есејистике из 1920-их и раних 1930-их.
Према украјинској историчарки књижевности Јарини Цимбал, Погубљена ренесанса је била добар назив за антологију, али неприкладан за целу генерацију стваралачке интелигенције. По њеном мишљењу, црвена ренесанса је прикладнија метафора јер је била самоопис. Последњи термин се први пут појавио 1925. године када су истовремено и независно објављене књига Александра Лајтеса Ренесанса украјинске књижевности и песма Зов црвене ренесансе Володимира Гаџинског. Исте године појавио се часопис Нео-Лиф са предговором Гаџинског: За нас је прошлост само средство за спознају садашњости и будућности, писао је, корисно искуство и важна пракса у великом структура Црвене ренесансе.

## Нова елита
Лаврињенко је, међутим, видео Погубљену ренесансу не само као наслов антологије. Он је промовисао као термин који обухвата мучеништво украјинских песника и њихово наслеђе и моћ да васкрсну украјинску културу. Парадигма Погубљене ренесансе, заједно са национал-комунистичком перспективом и као оквир за национализацију раних украјинских совјетских интелектуалаца, касније ће се појавити као део настојања да се успостави национална опозиција комунистичком режиму са новом интелектуалном елитом која ће на крају допринети борбу за независну и јединствену земљу.
Главни елементи у погледу нових украјинских интелектуалаца били су побуна, независна мисао и истинско веровање у сопствене идеале. Интелектуалци су више наглашавали појединца него масе. Као и многи други заговорници унутрашње емиграције у полицијској држави, њихова спољна совјетскост крила је дубока трагања и питања.
Потичући из нижих слојева (слуге, породице свештеника, индустријски радници и сељаци), новој генерацији украјинске елите често је недостајала могућност систематског образовања због рата, глади и потребе да се зарађује за хлеб. Радећи на ивици могућег, користећи сваку прилику да ступе у контакт са светском културом и да рашире крила свог стваралаштва, нова генерација украјинске уметничке елите била је прожета најновијим трендовима и стварала је заиста актуелну уметност.
У то време настала је нова генерација, која је носила морални терет победа и пораза у борби за националну независност, са разумевањем пута Украјине у светској историји, независна у својим судовима, са разноликим идејама о развоју украјинске књижевности, када, према Соломији Павличко, књижевност
има много ширу публику него икада раније. Ниво образовања ове публике је повећан. Први пут се у књижевности среће велики број писаца и интелектуалаца. По први пут су украјински научници говорили публици националних универзитета. По први пут су се нагло издвојили различити уметнички правци, групе и школе. Међутим, тенденција модернизације културног живота коегзистирала је од самог почетка са паралелном тенденцијом његовог потчињавања идеологији, а потом и потпуног уништења.

## Књижевне групе
Углавном су писци били консолидовани у књижевне организације различитих стилова или позиција. У периоду између 1925. и 1928. године дошло је до књижевне расправе коју је покренуо Микола Хвиљовиј. Један од његових циљева био је да одреди начине на које ће се развијати нова украјинска совјетска књижевност и дефинисати улогу писца у друштву. Хвиљовиј и његови сарадници подржавали су оријентацију ка западноевропској, а не руској култури; одбацили су црвену графоманију али нису одбацили комунизам као политичку идеологију.
Главне књижевне организације тог времена биле су:
- Гарт постојао је од 1923. до 1925. Његов главни циљ је био уједињење свих врста пролетерских уметника са даљим развојем пролетерске културе. Један од захтева Гарта је био коришћење украјинског језика. Организација је престала да постоји након смрти њеног лидера Васила Елана-Блакитног.[11]
- ВАПЛИТЕ (укр. ВАПЛІТЕ, Слободна академија пролетерске књижевности) је 1926. године створио Микола Хвиљовиј на бази "Гарта". Њен циљ је био стварање нове украјинске књижевности усвајањем најбољих достигнућа западноевропске културе. ВАПЛИТЕ је прихватио комунизам као политичку идеологију, али је одбацио неопходност идеолошког значења у књижевности као његов главни захтев. Међу члановима ВАПЛИТЕ били су Олександар Довженко, Никола Кулиш, Лес Курбас, Мајк Јохансен, Павло Тичина, Олекса Слисаренко, Никола Бажан, Јуриј Смолич и Јулиј Шпол.[12]
- МАРС (Радионица револуционарне књижевности) постојао је од 1924. до 1929. (пре свега под називом "Ланка"). Главни постулат МАРС-а био је да искрено и уметнички опише ту епоху. Међу његовим члановима били су Валеријан Пидмохилни, Григориј Косинка, Јевхен Плужник, Борис Антоненко-Давидович, Тодош Осмачка, Иван Бахријањи и Марија Халич.
- Аспанфут (укр. Аспанфут), касније Комункулт (укр. Комункульт) је била организација украјинских футуриста. Њихове вредности су биле "Комунизам, интернационализам, индустријализам, рационализација, проналасци и квалитет".[13] Међу њеним члановима били су Михаил Семенко, Хео Шкурупиј, Јуриј Јановски и Јулијан Шпол.
- Неокласицисти (укр. Неокласики) су били књижевни покрет модерниста међу чијим следбеницима су били Никола Зеров, Максим Рилски, Павло Филипович и Михаил Драј-Хмара. Никада нису успоставили формалну организацију или програм, али су имали заједничке културне и естетске интересе. Неокласицисти су се бавили производњом високе уметности и презирали су масовну уметност, дидактичко писање и пропагандни рад.[14]
- Плуг, организација сеоских писаца. Њихов главни постулат био је борба против власничке идеологије међу сељацима и промоција идеала пролетерске револуције. Међу њеним члановима били су Сергеј Пилипенко, Петро Панч, Докија Хуменна и Андриј Холовко.[15]
- Захидна Украјина (укр. Західна Україна; након априла 1926. одвојила се од Плуха као независна књижевна организација од педесетак писаца и уметника из Западне Украјине са седиштем у Кијеву, Одеси, Дњепру и Полтави. На челу је прво био Дмитро Загул, а касније Мирослав Ирчан.

## Иновација
Писци украјинске (црвене) ренесансе делили су прозу на заплетну (наративну) и ванзаплетну. У ванзаплетним делима није била најважнија реченица или реч, већ подтекст, дух, или како је Хвиљовиј рекао мирис речи. Стил снажних осећања и продора у феномене назива се неоромантизам или експресионизам. Међу многим ауторима на украјинском језику који су радили у овом стилу били су Никола Хвиљовиј (Јулија Шпол), Јуриј Јановски, Андриј Холовко, Олекса Влико, Лес Курбас и Никола Кулиш.
Главне теме Хвиљовијевог романа Ја (Романтика) су разочарање у револуцију, контрадикторности и подељена природа људских бића у то време. Главни лик је без имена, а самим тим и без личности и душе. Зарад Револуције он убија своју мајку, а онда се прекорева: Да ли је Револуција била вредна такве жртве?
У роману Валеријана Пидмогиљног Град, први пут у украјинској књижевности, појавили су се елементи егзистенцијализма. У потрази за задовољством, његов протагониста напредује од задовољења својих физичких жеља ка највишим религиозним потребама. Чак и са тако сложеном тематиком, међутим, аутор свој роман не претвара у једноставан наратив народне филозофије, већ га креативно схвата у примени на национални поглед на свет.
У поезији на украјинском језику тог времена, најзанимљивији развој је потрага коју су водили симболисти Олександр Олес и Павло Тичина. У Сунчевим кларинетима Тичина је одразио ширину образованог и суптилног ума који промишља богатство свог националног наслеђа и тежи да открије његове корене.
Када је комунистичка партија СССР-а схватила да не може да контролише такве писце, почела је да користи недозвољене методе репресије: приморала их је на ћутање, подвргла их ужасној јавној критици и ухапсила или погубила. Писци су се суочили са избором између самоубиства (Хвиљовиј 1933) и концентрационих логора (Гулаг) (Б. Антоненко-Давидович и Остап Вишња); могли су да се повуку у тишину (Иван Бахријањи и В. Домонтович), да напусте Украјину (В. Виниченко и Јевхен Малањук) или да напишу дела која су величала комунистичку партију (П. Тичина и Никола Бажан). Већина уметника ове кратке ренесансе је ухапшена и затворена или стрељана.

## Депортације, хапшења, погубљења (1933–1938)
Године 1927. Стаљин је укинуо Нову економску политику и окренуо се присилној индустријализацији и колективизацији пољопривреде током Прве петолетке. 
Дошло је и до промена у културној политици. Рани пример било је монтирано суђење Унији за слободу Украјине из 1930. године на којем је 45 интелектуалаца, професора високог образовања, писаца, теолога и свештеника јавно процесуирано у Харкову, тадашњој престоници Совјетске Украјине. Петнаесторо оптужених је погубљено, много више са везама са оптуженима (248) послато је у логоре. 
Систематско елиминисање украјинске интелигенције датира од маја 1933. године када је ухапшен Михаил Јаловој; као одговор, Никола Хвиљовиј извршио је самоубиство у згради Слово у Харкову. Кампања је трајала од 1934. до 1940. године, достижући врхунац током велике чистке 1937–1938. Укупно 223 писца је ухапшено, а у великом броју случајева затворено и стрељано. Скоро три стотине представника украјинске ренесансе 1920-их и 1930-их стрељано је између 27. октобра и 4. новембра 1937. у Сандармоху, у Карелији (северозападна Русија).
Неки значајни представници ове генерације су преживели. Многи су остали у Совјетском Савезу: Олександр Довженко, Павло Тичина, Максим Рилски, Борис Антоненко-Давидович, Остап Вишња и [[Микола Бажан] ]. Неколико њих је емигрирало: Улас Самчук, Ђорђе Шевелов и Иван Бахријањиј.

### Размере трагедије
Тачни подаци о украјинским интелектуалцима затвореним и погубљеним током велике чистке нису доступни. Поређења ради, релативно је једноставно одредити колико је писаца било укључено. Удружење Слово (украјински писци у емиграцији) послало је 20. децембра 1954. своју оцену Другом свесавезном конгресу писаца СССР-а: 1930. године штампана су дела 259 украјинских писаца; после 1938. објављена су дела само 36 писаца (13,9% од ранијег укупног броја). Према Слову, 192 од несталих 223 писца су депортована, послата у Гулаг или стрељана; још 16 је нестало; а осам писаца извршило самоубиство.
Ове податке потврђује Олтар туге (аутор Олексиј Мусијенко), мартирологиј украјинских писаца, који броји 246 писаца жртава Стаљиновог терора. Други извори указују да је 228 од 260 украјинских писаца депортовано, затворено или стрељано.

### Писци, песници, уметници, драматурзи
- Борис Антоненко-Давидович (5. август 1899–8. мај 1984) – писац, преводилац и лингвиста. (Познати писац дисидент.[22])
- Иван Бахријањиј (2. октобар 1906–25. август 1963, Западна Немачка) – писац, есејиста, романописац и политичар.
- Михаило Бојчук (30. октобар 1882–13. јул 1937) – сликар, најпознатији као монументалист.
- Григориј Епик (17. јануар 1901–3. новембар 1937) – писац и новинар; убијен у Сандармоху.
- Гнат Хоткевич (31. децембар 1877–8. октобар 1938) – писац, етнограф, драматург, композитор, музиколог и бандуриста; погубљен.
- Микола Хвиљовиј (13. децембар 1893–13. мај 1933) – прозни писац и песник; извршио самоубиство.
- Григориј Косинка (29. новембар 1899–15. децембар 1934) – писац и преводилац.
- Микола Кулиш (прозни писац и драматург; убијен у Сандармоху.
- Лес Курбас (25. фебруар 1887–3. новембар 1937) – филмски и позоришни редитељ; убијен у Сандармоху.
- Валерјан Пидмогиљниј (2. фебруар 1901–3. новембар 1937) – прозни писац; убијен у Сандармоху.
- Евген Плужник (26. децембар 1898—2. фебруар 1936) – песник, драматург и преводилац; погинуо на Соловки.
- Клим Полишчук (25. новембар 1891 – новембар 1937) – новинар, песник и прозни писац; убијен у Сандармоху.
- Антон Приходко (1891-29. јануар 1938) – писац, државник.
- Мирослава Сопилка (1897-1937) - песникиња, романописац. Убијена у Кијеву.
- Људмила Старицка-Черњахивска[23] (17. август 1868–1941) – писац, преводилац и књижевни критичар; оптужена у Харковском процесу Уније за слободу Украјине (1930).
- Володимир Свидзински (9. октобар 1885-18. октобар 1941) – песник и преводилац.
- Михајло Семенко (19. децембар 1892—24. октобар 1937) – песник, истакнути представник футуристичке украјинске поезије 1920-их; убијен у Сандармоху?
- Михаило Јаловиј (5. јун 1895-3. новембар 1937) – песник, прозаиста и драматург; убијен у Сандармоху.
- Маик Јогансен (16. октобар 1895–27. октобар 1937) – песник, прозни писац, драматург, преводилац, критичар и лингвиста; убијен у Сандармоху.
- Микола Зеров (26. април 1890-3. новембар 1937) – песник, преводилац, класичар и књижевник и критичар; убијен у Сандармоху.